# Tridynamia
Tridynamia,  biljni rod iz porodice slakovki smješten u tribus Cardiochlamydeae, dio potporodice Convolvuloideae. Pripada mu 4 vrste lijana raširenih od Assama Kine, Inokine i Malajskog poluotoka.
Rod je opisan u Notulae Systematicae. Herbier du Museum de Paris 14: 26. 1950.

## Vrste
1. Tridynamia bialata (Kerr) Staples
2. Tridynamia megalantha (Merr.) Staples
3. Tridynamia sinensis (Hemsl.) Staples
4. Tridynamia spectabilis (Kurz) Parmar